# Nice and Slow
Singles de Usher
You Make Me Wanna...
(1997) My Way
(1998)
Nice and Slow est un single de RnB du chanteur américain Usher.
C'est le second single de son deuxième album studio My Way.
Il est écrit par Jermaine Dupri, Usher et Brian Casey, l'un des jumeaux du groupe Jagged Edge. Le titre lui est composé par Dupri et coproduit par Manuel Seal.
Il devint le premier single à être No 1 sur le Billboard Hot 100 Singles Chart au début de 1998. Toutefois au Royaume-Uni, il n'a pas suivi le succès de You Make Me Wanna, avec seulement la 24e place devenant ainsi le single finale de l'album My Way. Par ailleurs le video clip a été tourné à Paris où l'on voit Usher sous la Tour Eiffel qui à l'époque avait l'affichage du décompte des jours avant l'an 2000.

## Clip
Le clip a été fait en featuring avec Kimora Lee Simmons.

## Liste des titres
Royaume-Uni Cd : 1
1. "Nice and Slow".
2. "Nice and Slow" (Vidéo CD-Rom).
3. "You Make Me Wanna..." / "Just Like Me" / "My Way".
Royaume-Uni Cd : 2
1. "Nice and Slow» (Version Radio).
2. "Nice and Slow» (Version en Live).
3. "Nice and Slow" (ReMix B-Rock).
4. "Nice and Slow" (Remix).

## Crédits
Informations issues et adaptées du livret de l'album My Way (LaFace, 1997) et du site Discogs.
- Usher : interprète principal, auteur, compositeur
- Jagged Edge : chœurs
- Jermaine Dupri : auteur, compositeur, producteur, mixage
- Manuel Seal : auteur, compositeur, producteur
- Brian Casey : auteur, compositeur
- Phil Tan : enregistrement et mixage
- John Frye et Brian Fye : ingénieurs du son assistants

## Positions dans les Charts
| Liste des Charts                     | Position |
| ------------------------------------ | -------- |
| US Billboard Hot 100                 | N° 1     |
| US Hot R&B/Hip-Hop Songs (Billboard) | N° 1     |